# Супермен/Бэтмен: Враги общества
Супермен/Бэтмен: Враги общества (англ. Superman/Batman: Public Enemies) — американский анимационный фильм 2009 года, выпущенный сразу на видео и основанный на комиксах о супергероях Бэтмене и Супермене. Является шестым, входящим в серию Оригинальных анимационных фильмов вселенной DC. Фильму был присвоен рейтинг PG-13. Существуют версии на одном DVD, специальная двухдисковая и Blu-Ray. Официально на русский язык не переведен.

## Сюжет
Времена изменились, и внезапно президентом США, на волне экономического кризиса, стал Лекс Лютор, весьма незаурядный бизнесмен и генеральный директор компании «ЛексКорп». Новая власть начинает реформы и получает поддержку населения. Между тем, среди всех лояльных, только двое не доверяют Лютору и выступают против такого режима — это Супермен и Бэтмен.
Тем временем, к Земле движется разрушительный криптонитовый метеорит. Лекс Лютор принимает решение уничтожить его, запустив ракеты с ядерными боеголовками. Президент, якобы под предлогом соглашения, организует встречу с Суперменом в Готэм-сити. Но там, куда также пришёл Бэтмен, их ждал Металло. Героям удалось уйти, но преступник был убит. Разгорелся громкий скандал. Используя это обстоятельство и желая отомстить своему заклятому врагу, Лютор обвинил в убийстве Супермена, который, по этому утверждению, потерял рассудок от излучения метеорита и вышел из-под контроля, а значит, представляет угрозу обществу высшей степени. За голову Человека из Стали и его сообщника — Летучей Мыши назначена награда — миллиард долларов. Теперь за ними ведут охоту супергерои, находящиеся на службе у правительства, и суперзлодеи, соревнуясь, кто первым поймает объявленных вне закона и получит обещанные деньги. Супермен и Бэтмен объединяются перед лицом опасности, чтобы противостоять злу, остановить метеорит и узнать правду, раскрыв заговор Лютора.

## Роли озвучивали
- Тим Дейли — Супермен
- Кевин Конрой — Брюс Уэйн / Бэтмен
- Клэнси Браун — Лекс Лютор
- Ксандер Беркли — Капитан Атом
- Кори Бёртон — Капитан Марвел, Соломон Гранди
- Рикардо Антонио Чавира — Майор Форс
- Эллисон Мэк — Пауэр Гёрл
- Джон Макгинли — Металло
- Си Си Эйч Паундер — Аманда Уоллер
- Левар Бертон — Чёрная Молния
- Келвин Трен — Игрушечник
- Марк Джонатан Дэвис — Диктор
- Брайан Джордж — Горилла Гродд
- Дженнифер Хейл — Звёздный огонь, Убийца Мороз
- Рейчел МакФарлейн — Найтшейд, Леди Шива, Билли Бэтсон
- Алан Оппенгеймер — Альфред Пенниуорт
- Андреа Романо — Гиганта, Компьютер
- Брюс В. Тимм — Монгул
- Джонатан Адамс — Генерал
- Майкл Гоф — Человек-ястреб, Капитан Холод (в титрах не указан)

## Саундтрек
Альбом вышел в 2009 году.

### Список композиций
| Номер | Название трека                                                  |
| ----- | --------------------------------------------------------------- |
| 01    | Markets Crash                                                   |
| 02    | Main Titles                                                     |
| 03    | Freeway Chase                                                   |
| 04    | Admit Something                                                 |
| 05    | Meteor                                                          |
| 06    | Metallo                                                         |
| 07    | High Voltage                                                    |
| 08    | Framed                                                          |
| 09    | Luthor talks to Power Girl                                      |
| 10    | S.T.A.R. Labs / Banshee & The Cold Crew / Mongul, Grundy, Grodd |
| 11    | Bounty Hunters                                                  |
| 12    | No Surrender                                                    |
| 13    | Tornado Recovery                                                |
| 14    | Trust Your Instincts                                            |
| 15    | Missile Launch                                                  |
| 16    | Luthor’s Fix                                                    |
| 17    | SHAZAM!                                                         |
| 18    | Luthor Shoots up                                                |
| 19    | Heroes in Disguise                                              |
| 20    | Toyman                                                          |
| 21    | Blast Off                                                       |
| 22    | Ultimate Sacrifice                                              |
| 23    | A Hero’s Returns                                                |
| 24    | End Credits                                                     |